# Takhar (provins)
36°42′N 69°48′Ø / 36.700°N 69.800°Ø
Takhar-provinsen er en af Afghanistans 34 provinser. Den ligger i den nordøstlige del af landet. Administrationsbyen er Taloqan. Provinsens saltminer er en af Afghanistans største mineralforekomster.
Takhar er kendt som stedet hvor mujahedininlederen Ahmad Shah Massoud blev myrdet den 9. september 2001 formentlig af folk med tilknytning til Al-Qaeda.
De store etniske grupper i provinsen er usbekere, tadsjikerne, pashtunerne og hazarare.

## Distrikter
Provinsen Tachar er inddelt i 17 distrikter (woluswali):
- Bangi
- Baharak
- Chah Ab
- Chal
- Darqad
- Dashte-Qala
- Farkhar
- Hazar Samoch
- Ishkamish
- Kalafgan
- Khojabahwoddin
- Khwaja Ghar
- Namak Ab
- Rustaq
- Taloqan
- Warsaj
- Yangi Qala